# Milles de la Polvorosa
Milles de la Polvorosa település Spanyolországban,  Zamora tartományban. Milles de la Polvorosa Arcos de la Polvorosa, Villaveza del Agua, Santovenia, Bretó, Bretocino, Burganes de Valverde, Villanázar és Santa Cristina de la Polvorosa községekkel határos. Lakosainak száma 199 fő (2024).

## Népesség
A település népessége az utóbbi években az alábbiak szerint változott:
| Lakosok száma | 277  | 265  | 265  | 252  | 239  | 233  | 223  | 215  | 204  | 199  |
|               | 2001 | 2004 | 2007 | 2009 | 2012 | 2014 | 2017 | 2019 | 2022 | 2024 |